# Xã Midland, Quận Merrick, Nebraska
Xã Midland (tiếng Anh: Midland Township) là một xã thuộc quận Merrick, tiểu bang Nebraska, Hoa Kỳ. Năm 2010, dân số của xã này là 211 người.